# Mîndrești, Telenești
Mîndrești este satul de reședință al comunei cu același nume  din raionul Telenești, Republica Moldova.

## Geografie
Satul are o suprafață de circa 3.26 kilometri pătrați, cu un perimetru de 10.69 km. Localitatea se află la distanța de 8 km de orașul Telenești și la 90 km de Chișinău.

## Istoric
Satul Mândrești a fost menționat documentar în anul 1611 cu denumirea Ciulucani. Vechea vatră a satului se află în regiunea dintre șesurile râușoarelor Ciulucul Mic și Ciulucul de Mijloc, numită de localnici „între Ciulucuri”. De aici și vechea denumire a satului – Ciulucani.
În preajma satului au fost descoperite urmele unei așezări din epoca neolitică, care și-a continuat existența și epoca bronzului, apoi a fierului.
Lângă Mândrești au fost găsite două tezaure monetare. O comoară datează din anii 1590 – 1610, iar cealaltă între 1650 – 1670.
În anul 1949 în localitate a fost înființată gospodăria colectivă „M. Frunze". În 1956 are loc comasarea celor trei gospodării colective megieșe din satele Ciulucani, Mîndrești și Codru și se înființează gospodăria „XX Partsiezd". La 1 ianuarie 1973 se contopesc satele Mîndresti și Ciulucani devenind cea mai mare localitate rurală din raionul Telenești.

## Populație
La recensământului din 2014, populația satului constituia 4.217 de oameni, dintre care 49,6% - bărbați și 50,4% - femei. Structura etnică a populației în cadrul satului: 97,0% - moldoveni, 2,8% - români.
În comuna Mîndrești au fost înregistrate 1.390 de gospodării casnice în anul 2014, iar mărimea medie a unei gospodării era de 3,3 persoane.

## Galerie de imagini

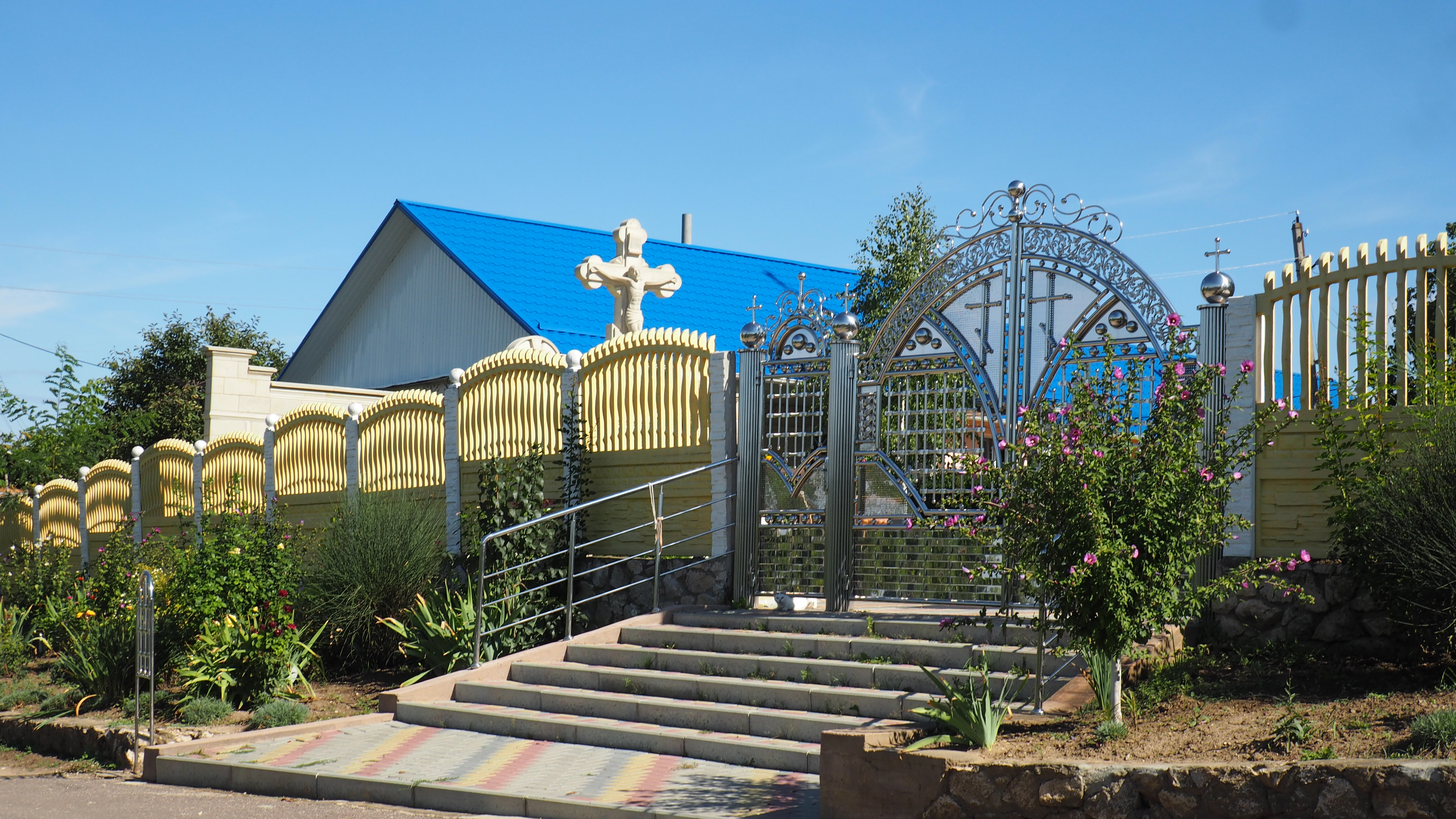
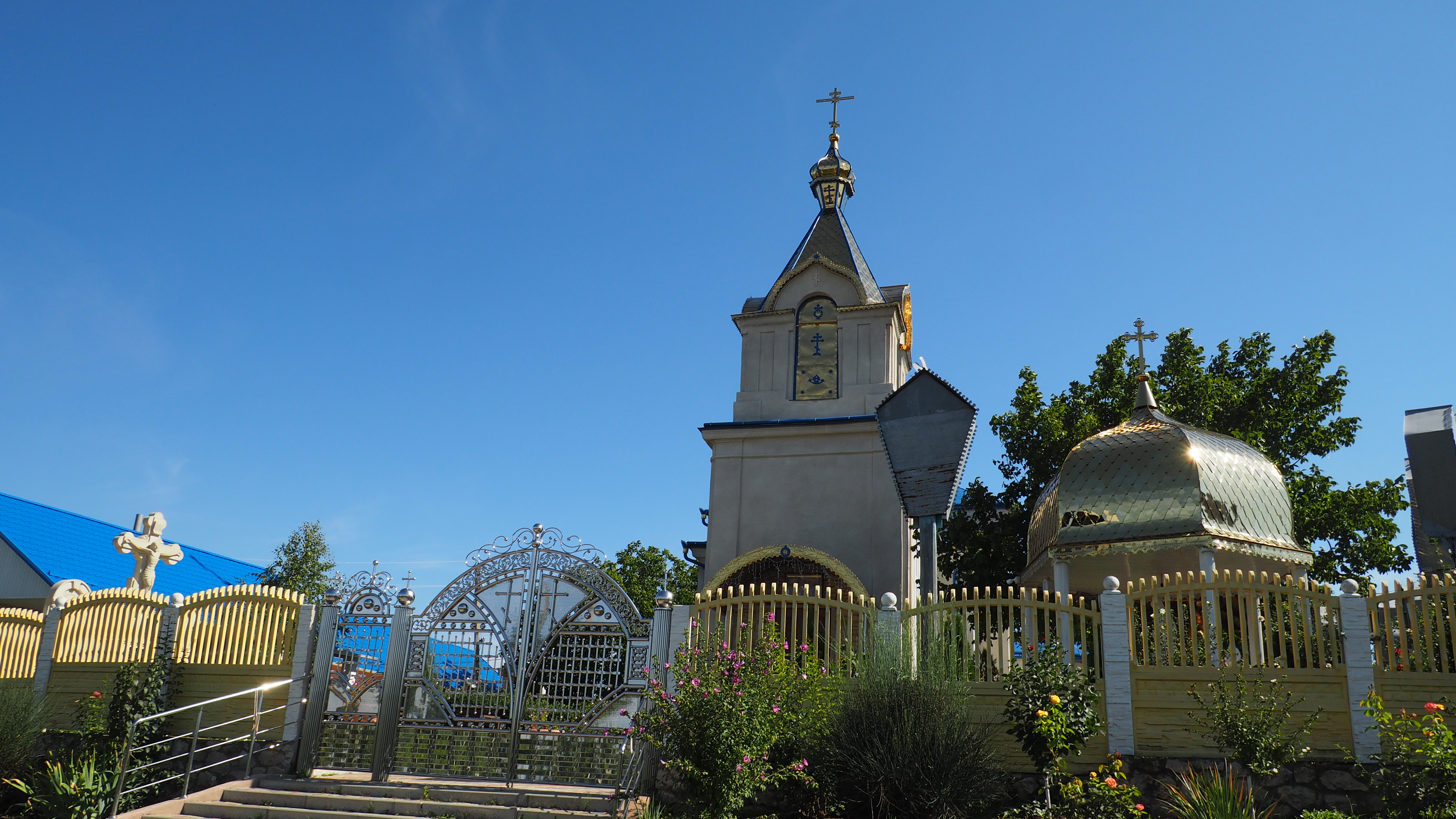
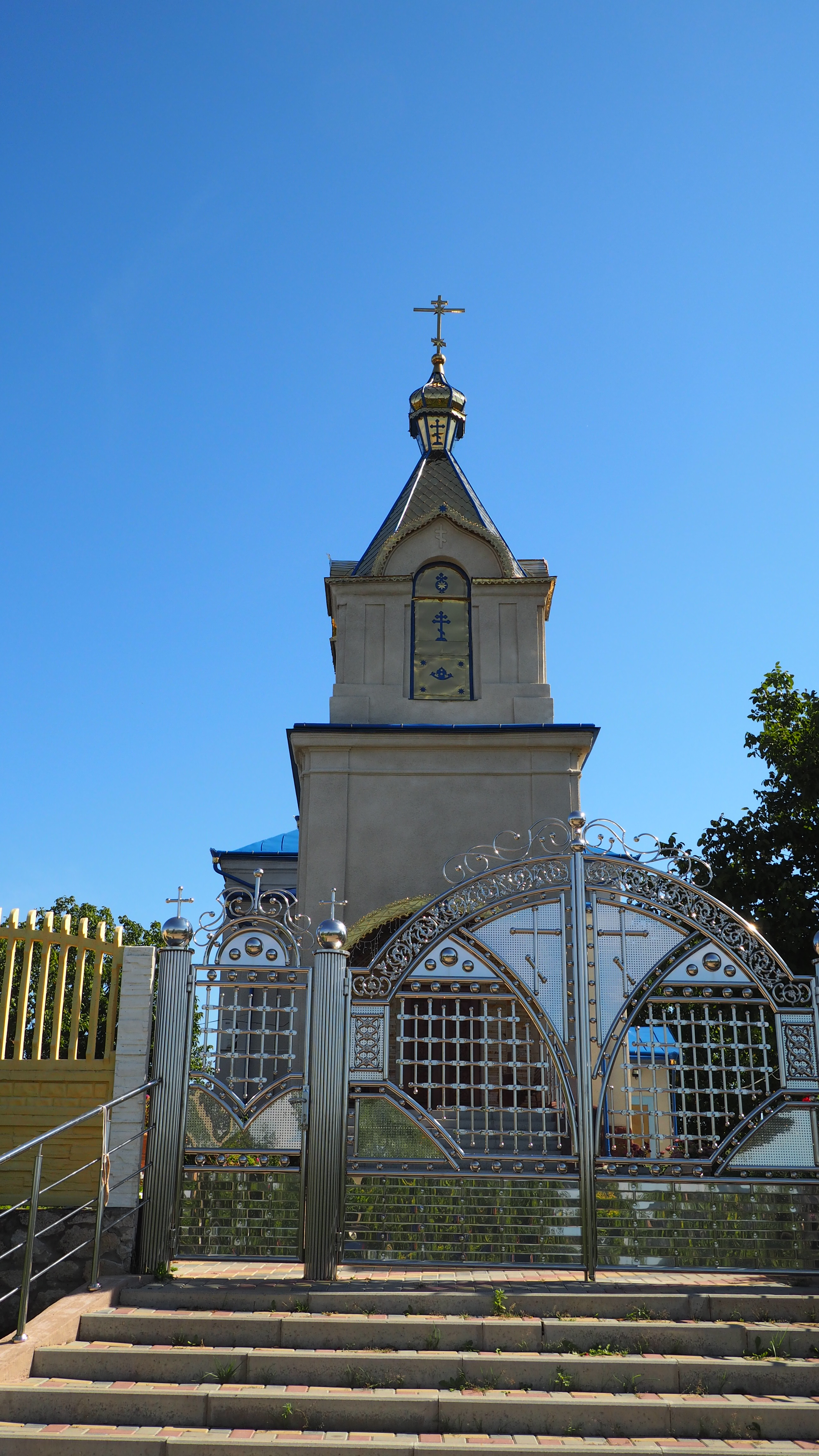
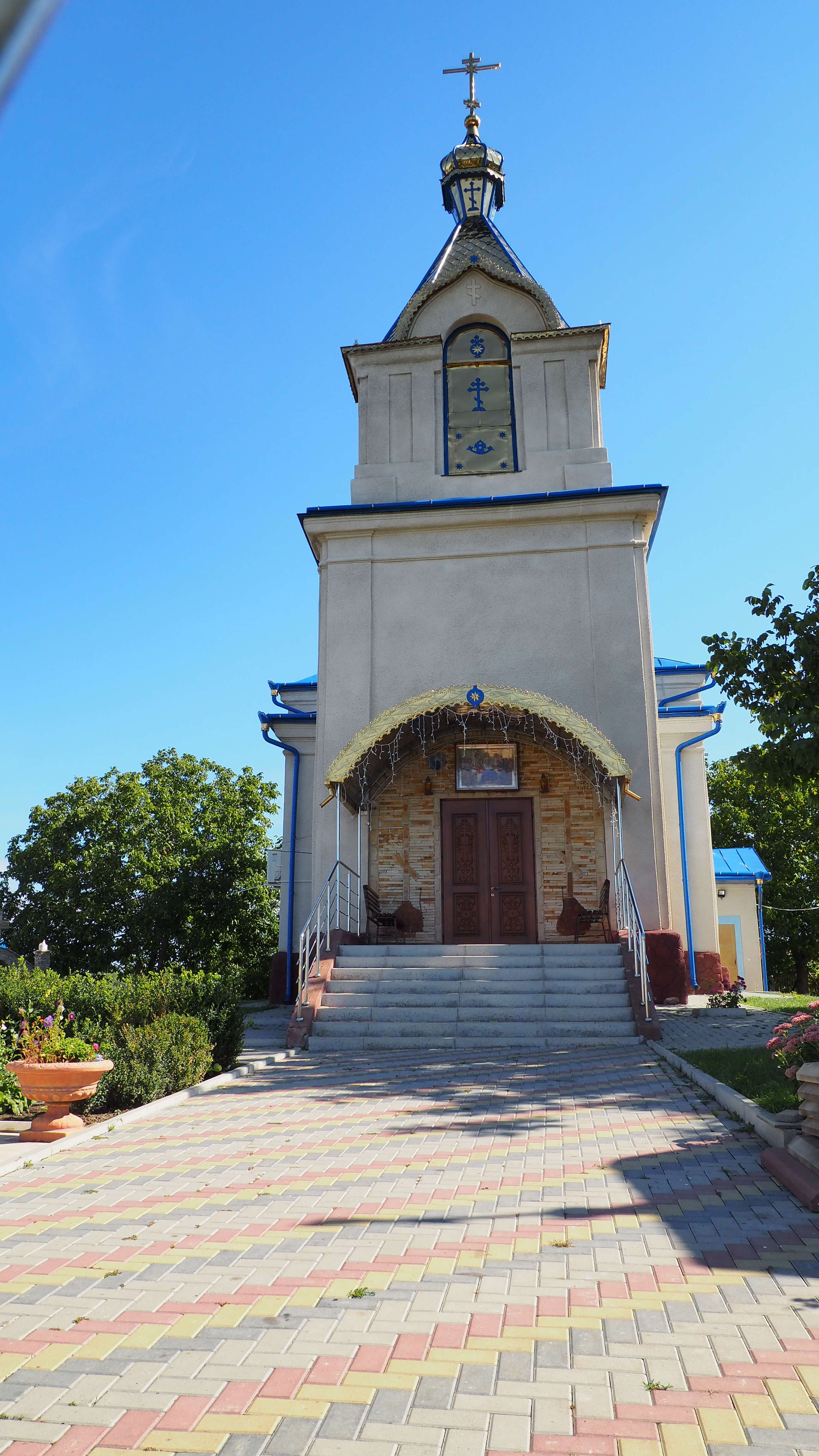
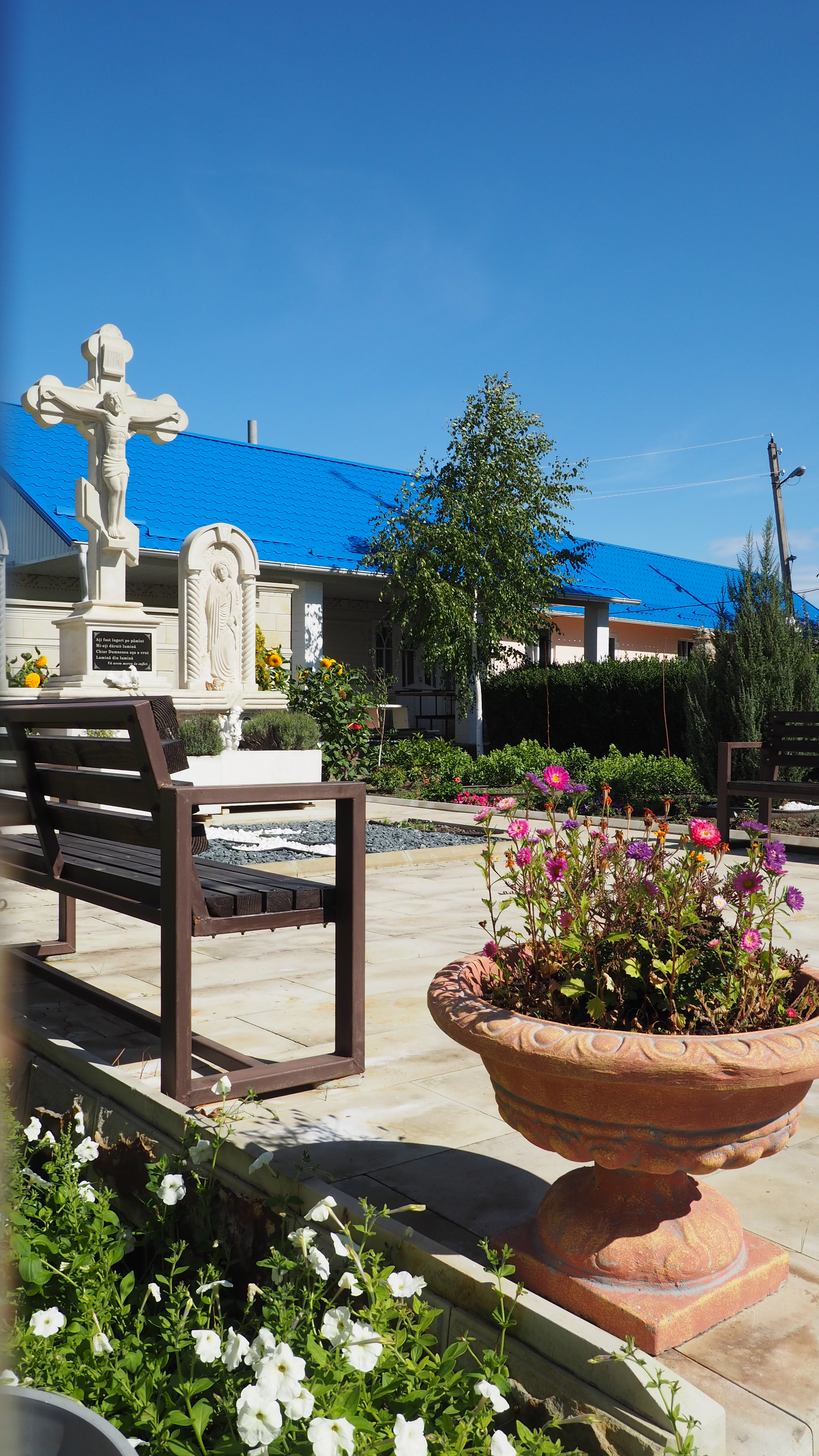
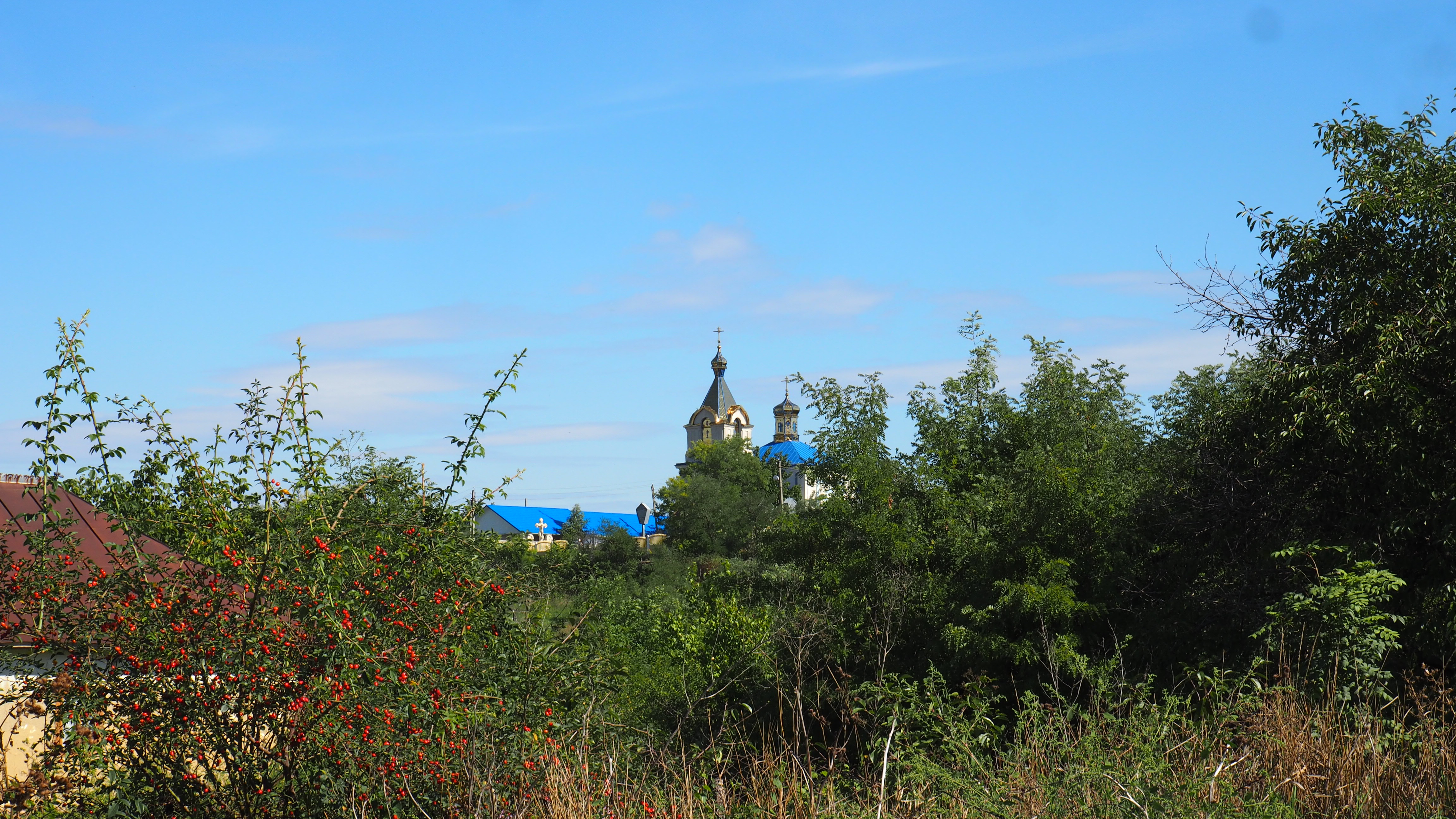

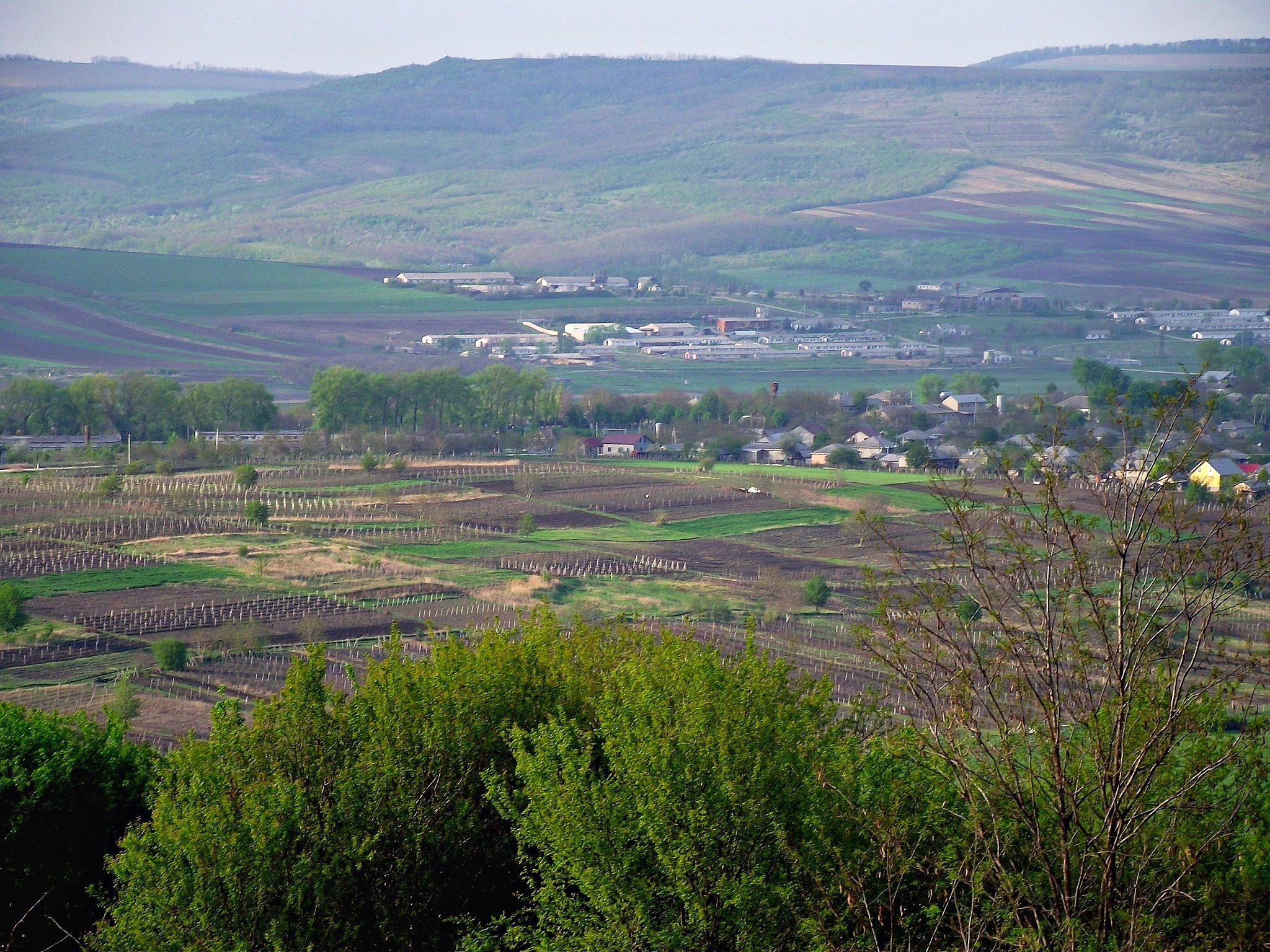
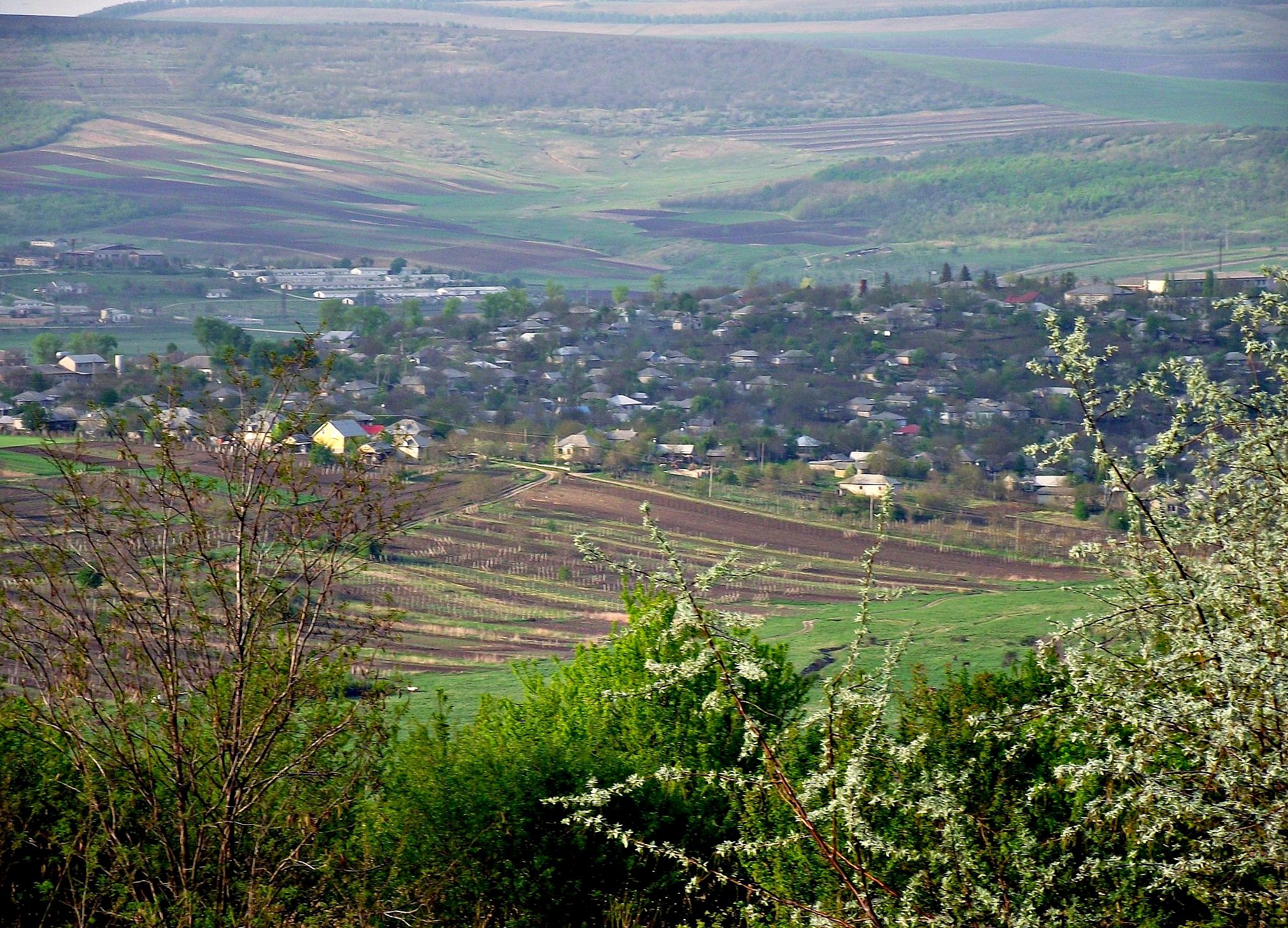
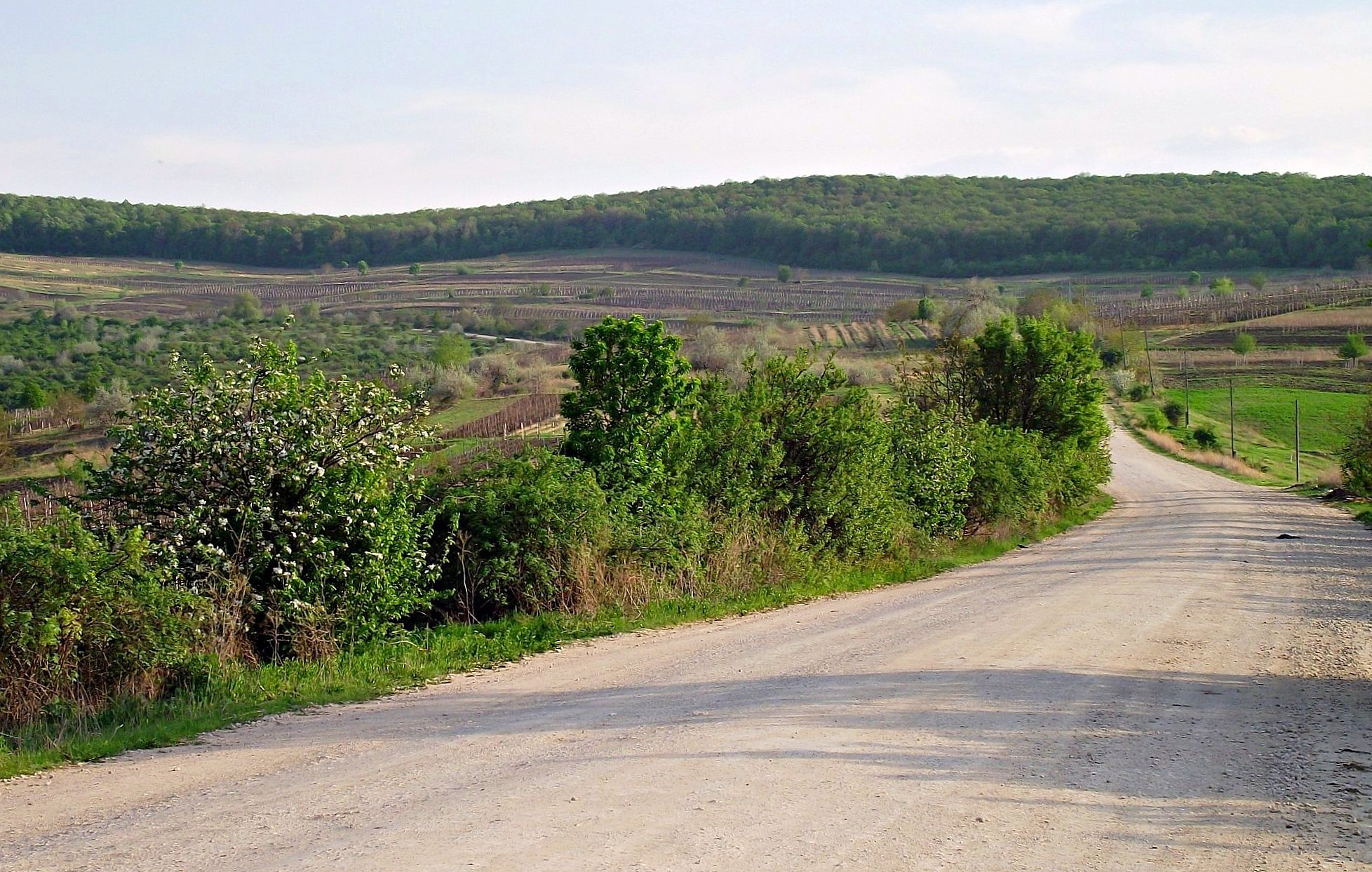
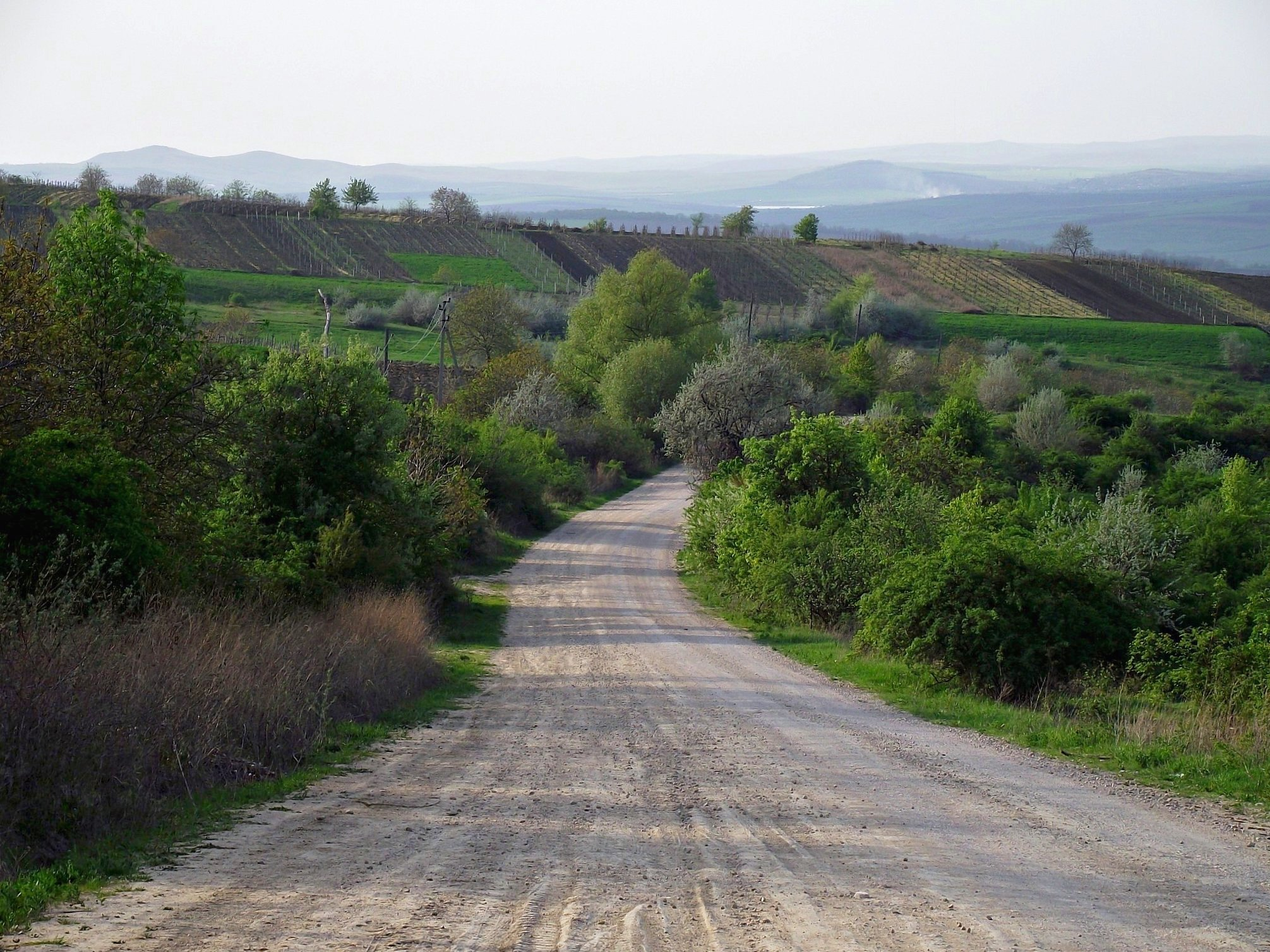
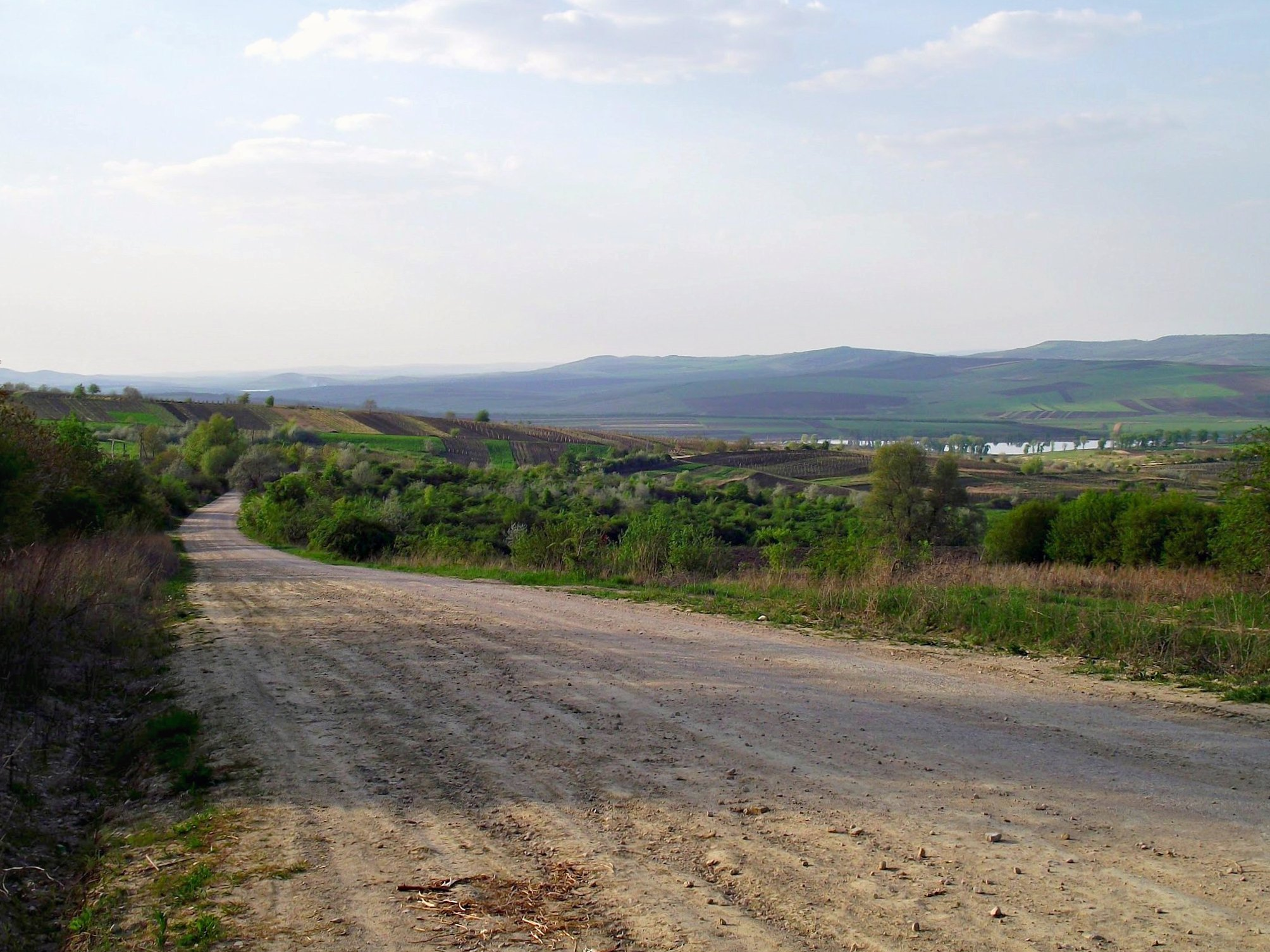
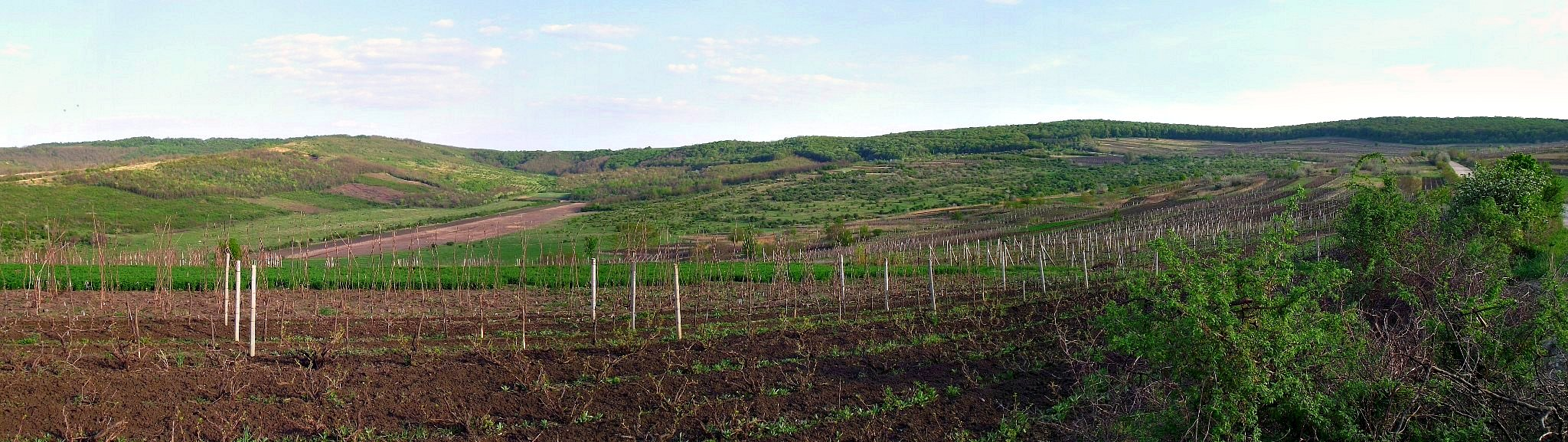

Biserica „Adormirea Maicii Domnului” din localitate, monument ocrotit de stat.
Peisaje adiacente

## Personalități

### Născuți în Mîndrești
- Filimon Bodiu (–1950), activist anticomunist
- Olimpiada Bodiu (1912–1971), activistă anticomunistă
- Valentin Dânga (1951–2014), compozitor
- Vasile Năstase (n. 1963), jurnalist și politician
- Andrei Năstase (n. 1975), avocat, activist civic și politician